# Wojna o kości

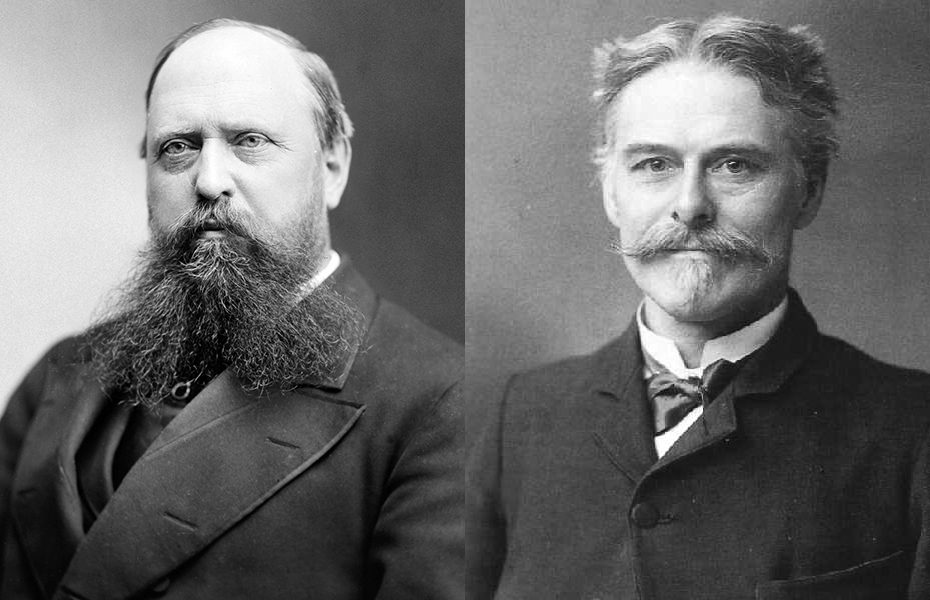
Othniel Charles Marsh (po lewej) i Edward Drinker Cope (po prawej)

Wojna o kości (ang. Bone Wars) – trwająca od 1877 do 1897 roku rywalizacja prof. Edwarda D. Cope’a i prof. Othniela C. Marsha w liczbie odkrytych okazów wymarłych zwierząt, która doprowadziła do odkrycia setek okazów dinozaurów na zachodzie USA.
Rywalizacja zaczęła się prawdopodobnie, gdy Marsh publicznie wytknął Cope’owi błędy w rekonstrukcji szkieletu elasmozaura. Cope miał według Marsha umieścić czaszkę na końcu ogona.
Często badania prowadzono z wykorzystaniem materiałów wybuchowych. Obaj naukowcy rywalizowali nie przebierając w środkach, płacąc za dostarczanie im skamieniałych kości, a także wzajemnie podkupując dostawców. Łącznie Marsh odkrył 86 nowych gatunków dinozaurów, a Cope 56. Rywalizację zakończyła w 1897 roku śmierć Cope’a.
W czasie „wojny o kości” odkryte i opisane zostały m.in. allozaur, brontozaur, celofyz, diplodok, kamarazaur, monoklonius, stegozaur i triceratops.
„Wojna o kości” stała się kanwą wydanej pośmiertnie w 2017 r. powieści Michaela Crichtona Smocze kły (Dragon Teeth).